# Ken Maumalo

a Compétitions nationales et continentales officielles uniquement.

b Matchs officiels uniquement.
Ken Maumalo, né le 16 juillet 1994 à Auckland (Nouvelle-Zélande), est un joueur de rugby à XIII néo-zélandais évoluant au poste d'ailier. Il fait ses débuts en National Rugby League (« NRL ») avec les Warriors de New Zealand lors de la saison 2015. Il s'impose au poste d'ailier  rapidement. Il compte également des sélections en équipe des Samoa et de Nouvelle-Zélande.

## Palmarès
- Collectif :
  - Finaliste de la Coupe du monde de rugby à neuf : 2019 (Nouvelle-Zélande).

- Individuel :
  - Elu meilleur ailier de la National Rugby League : 2019 (New Zealand).

### Détails en sélection
| Matchs internationaux de Ken Maumalo     | Matchs internationaux de Ken Maumalo | Matchs internationaux de Ken Maumalo | Matchs internationaux de Ken Maumalo | Matchs internationaux de Ken Maumalo | Matchs internationaux de Ken Maumalo | Matchs internationaux de Ken Maumalo | Matchs internationaux de Ken Maumalo | Matchs internationaux de Ken Maumalo | Matchs internationaux de Ken Maumalo | Matchs internationaux de Ken Maumalo | Matchs internationaux de Ken Maumalo |
|                                          | Date                                 | Adversaire                           | Résultat                             | Compétition                          | Poste                                | Points                               | Essais                               | Pen.                                 | Drops                                |                                      |                                      |
| ---------------------------------------- | ------------------------------------ | ------------------------------------ | ------------------------------------ | ------------------------------------ | ------------------------------------ | ------------------------------------ | ------------------------------------ | ------------------------------------ | ------------------------------------ | ------------------------------------ | ------------------------------------ |
| sous les couleurs des Samoa              |                                      |                                      |                                      |                                      |                                      |                                      |                                      |                                      |                                      |                                      |                                      |
| 1.                                       | 8 octobre 2016                       | Fidji                                | 18-20                                | Test-match                           | Ailier                               | 8                                    | 2                                    | -                                    | -                                    |                                      |                                      |
| 2.                                       | 6 mai 2017                           | Angleterre                           | 10-30                                | Test-match                           | Ailier                               | 0                                    | 0                                    | -                                    | -                                    |                                      |                                      |
| 3.                                       | 28 octobre 2017                      | Nouvelle-Zélande                     | 8-38                                 | Coupe du monde                       | Ailier                               | 4                                    | 1                                    | -                                    | -                                    |                                      |                                      |
| 4.                                       | 4 novembre 2017                      | Tonga                                | 18-32                                | Coupe du monde                       | Ailier                               | 0                                    | 0                                    | -                                    | -                                    |                                      |                                      |
| sous les couleurs de la Nouvelle-Zélande |                                      |                                      |                                      |                                      |                                      |                                      |                                      |                                      |                                      |                                      |                                      |
| 1.                                       | 24 juin 2018                         | Angleterre                           | 18-36                                | Test-match                           | Ailier                               | 0                                    | 0                                    | -                                    | -                                    |                                      |                                      |
| 2.                                       | 13 octobre 2018                      | Australie                            | 26-24                                | Test-match                           | Ailier                               | 4                                    | 1                                    | -                                    | -                                    |                                      |                                      |
| 3.                                       | 27 octobre 2018                      | Angleterre                           | 16-18                                | Test-match                           | Ailier                               | 0                                    | 0                                    | -                                    | -                                    |                                      |                                      |
| 4.                                       | 4 novembre 2018                      | Angleterre                           | 14-20                                | Test-match                           | Ailier                               | 4                                    | 1                                    | -                                    | -                                    |                                      |                                      |
| 5.                                       | 11 novembre 2018                     | Angleterre                           | 34-0                                 | Test-match                           | Ailier                               | 8                                    | 2                                    | -                                    | -                                    |                                      |                                      |
| 6.                                       | 22 juin 2019                         | Tonga                                | 34-14                                | Coupe de l'Océanie                   | Ailier                               | 0                                    | 0                                    | -                                    | -                                    |                                      |                                      |
| 7.                                       | 25 octobre 2019                      | Australie                            | 4-26                                 | Coupe de l'Océanie                   | Ailier                               | 0                                    | 0                                    | -                                    | -                                    |                                      |                                      |
| 8.                                       | 2 novembre 2019                      | Grande-Bretagne                      | 12-8                                 | Test-match                           | Ailier                               | 0                                    | 0                                    | -                                    | -                                    |                                      |                                      |
| 9.                                       | 9 novembre 2019                      | Grande-Bretagne                      | 23-8                                 | Test-match                           | Ailier                               | 4                                    | 1                                    | -                                    | -                                    |                                      |                                      |

### En club

#### Statistiques
| Saison | Club                 | Compétition           | Matchs | Points | Essais | Goals | Drops |
| ------ | -------------------- | --------------------- | ------ | ------ | ------ | ----- | ----- |
| 2015   | New Zealand Warriors | National Rugby League | 8      | 4      | 1      | 0     | 0     |
| 2016   | New Zealand Warriors | National Rugby League | 10     | 4      | 1      | 0     | 0     |
| 2017   | New Zealand Warriors | National Rugby League | 23     | 28     | 7      | 0     | 0     |
| 2018   | New Zealand Warriors | National Rugby League | 23     | 20     | 5      | 0     | 0     |
| 2019   | New Zealand Warriors | National Rugby League | 23     | 68     | 17     | 0     | 0     |
| 2020   | New Zealand Warriors | National Rugby League | 8      | 20     | 5      | 0     | 0     |
| 2021   | New Zealand Warriors | National Rugby League | 11     | 32     | 8      | 0     | 0     |
| 2021   | Wests Tigers         | National Rugby League | 10     | 28     | 7      | 0     | 0     |
| 2022   | Wests Tigers         | National Rugby League | 19     | 48     | 12     | 0     | 0     |
| Total  | Total                | Total                 | 135    | 252    | 63     | 0     | 0     |